# 王重民
王重民（1903年—1975年4月16日），字有三，號冷廬主人，河北高陽人，中國目錄學家和版本學家。

## 生平
1924年，王重民入讀北京高等師範學校，研究中國古籍。1928年畢業。在北京圖書館開始了編目科工作，主要整理敦煌遺書、太平天國史料及古籍。1934年至1939年，在英國、德國、法國、意大利、美國等國各大圖書館抄錄了很多資料，並發表多篇關於敦煌及太平天國史料的文章。尤其是在落實中法兩國政府交流項目上，他被選派到法国国家图书馆，從事對該館所藏大量敦煌文獻的編目工作，而法方派到北京圖書館的則是杜乃揚女士，她負責整理北圖所藏的法文書籍目錄。1939年至1947年，他赴美國國會圖書館鑒定善本書。後返回中國，擔任北京大學教授，並建議成立圖書館學系。1949年，出任圖書館學系系主任。
1950年起，王重民講授和編寫了很多圖書館學的課題與文章，譬如：《中文工具書使用法》、《參考資料與參考工作》、《普通目錄學》、《歷史書籍目錄學》、《中國目錄學史》、《中國目錄學史料》、《近代目錄史料》、《中國書史》。主要著作有《道德經碑幢刻石考》、《老子考》、《國學論文索引》、《清代文集篇目分類索引》、《日本訪書志補》、《太平天國官書》、《敦煌曲子詞集》、《敦煌古籍敘錄》、《善本醫籍經眼錄》、《徐光啟傳》、《中國善本書提要》、《中國目錄學史料》、《四庫抽毀書提要稿》、《美國國會圖書館藏中國善本書錄》（由袁同礼修订）等。
1957年8月被划为右派，撤销系主任职务。1962年摘掉右派帽子。1963年参加了四清运动。文革中被抄家。1974年，王重民接受了辨伪《史纲评要》的工作。王重民在北大图书馆寻出一部明代万曆版的《史纲要领》，经比较断定《史纲评要》是托名李贽的著作。1975年4月，因此受批判而在颐和园长廊自缢身亡。
1978年5月30日，中共北京大学委员会在全系大会上为其平反，1979年又发出为其1957年错划右派的改正通知。